# انتحاء

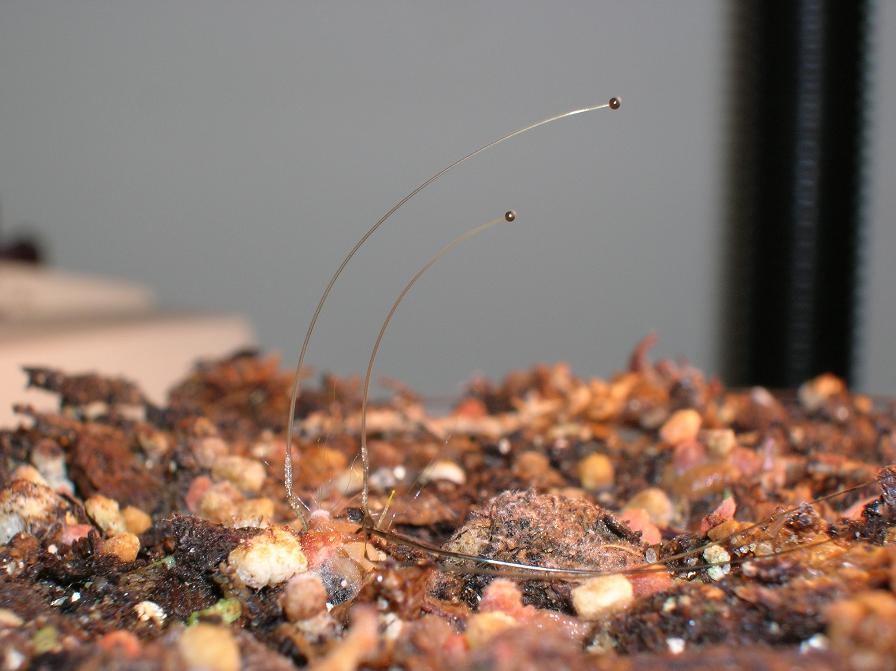

الانتحاء (بالإنجليزية: Tropism) مصطلح يشير إلى حركة النبات أو بعض أجزائه حسب المؤثرات البيئية من حوله.
تحدث الحركة الانتحائية في العضو نتيجة تساوي العامل المؤثر على العضو من جميع الاتجاهات بالتساوي، فحركة الأوراق الحديثة أثناء النمو وحركة حراشيف البراعم وبتلات الأزهار عند التفتح أمثلة للحركات الانتحائية وتنتج من نمو السطح السفلي للعضو أسرع من السطح العلوي مما يجعلها تنتحي إلى أعلى مثلا لتغليف قمة الساق أو حدوث زيادة النمو في السطح العلوي أكبر فيحدث تفتح البراعم. أما قمة الساق فتنمو حلزونياً رغم أن ظاهر الأمر إنها تنمو رأسياً وينتج التثني من عدم تساوي معدلات النمو في الأجزاء الرأسية المختلفة حول محور الساق بعض الحركات الانتحائية تحفزها عوامل بيئية كالحرارة والضوء فتتهدل الأوراق ليلاً في بعض الأنواع وتتعدل أوضاعها في أثناء النهار، وهذه الحركات عادة تكون مرتبطة بتوزيع الأوكسينات في الأنسجة المتأثرة.
من أمثلته الانتحاء الضوئي والانتحاء المائي والانتحاء الأرضي.

## الانتحاء الضوئي
ينتج الانتحاء الضوئي نتيجة التعرض للإضاءة غير المتساوية على جانبي العضو النباتي، وعادة تنحني الساق باتجاه الضوء الأقوى كما أن الأوراق تتخذ وضعاً معيناً بالنسبة لمصدر الضوء وكثيرا ما تتخذ أوراق بعض النباتات مثل الخس أوضاعا بحيث تواجه أنصالها الشرق والغرب حتى لا تواجه أنصال الأوراق الشدة الكاملة لشمس الظهيرة سوى حواف الأوراق فتعرف عندئذ تلك النباتات بنباتات البوصلة، تلك الحركات التي تضع الأوراق والسوق في مواضع معينة بالنسبة للضوء ترجع لاختلاف في معدلات النمو في الأجزاء المضاءة عن الأجزاء المظللة في السوق والأعضاء.
فقد أشارت تلك التجارب إلى أن قمم الغلاف الورقي للشوفان تمد البادرة بالأوكسين ونتيجة توزيعه غير المتساوى نتيجة تعرض الجزء المقابل للضوء والذي يؤثر سلبيا على الأوكسين حيث يؤدى إلى أكسدته ضوئيا فيقل تركيزه في الجزء المقابل للضوء مقارنتا بالجزء المظلل أو البعيد عن الضوء. وهناك رأى آخر يرى أن للضوء تأثير على هجرة الأوكسين من الجانب المعرض للضوء إلى الجانب المظلل ونظراً لارتفاع تركيزات الأوكسينات في الجزء غير المقابل للضوء.
وقد عرفت آلية حركات الانتحاء الضوئي من دراسة سلوك الغلاف الورقي لنبات الشوفان وذلك لحساسية وبساطة تركيبه فقد عرف أن المنطقة التي تتأثر بالضوء إذا عرض من جانب واحد هي المنطقة التالية للقمة النامية لبادرات الشوفان بدليل عند إزالة القمة فإن الانحناء يكون قليلاً ولكن عند وضع القمة أو قطعة من الجلاتين محتوية على الاوكسين سببت الانحناء بشدة فيحدث استطالة لتلك الخلايا بمعدل أعلى من الخلايا المقابلة للضوء والأقل تركيزاً للأوكسين مما يسبب انحنائها ناحية الضوء، وعلى ما يبدو أنه ليس لزيادة تركيز الأوكسين في الجانب المظلل سبباً في زيادة الاستطالة في الخلايا وبالتالي الانتحاء ولكن ينتج الانحناء نتيجة نقص استطالة الجانب المضيء لنقص الأكسين به وهو ما أثبتته القياسات الفوتوغرافية.
وجد أن ليست جميع الأطوال الموجية للطيف المرئي متساوية التأثير في إحداث الانتحاء الضوئي بالموجات الأقصر هي الأكبر تأثيرا كما نجدها في الصورة التالية فيتأثر النبات بالأطوال الموجية الزرقاء والبنفسجية أكثر من غيرها ولا يتأثر بالموجات الطولية لألوان الطيف الأحمر والبرتقالي والأخضر وهناك صبغة ما في الأنسجة الحساسة تمتص هذه الموجات وهي غالباً صبغة البيتا كاروتين ومن الممكن أن تكون الصبغة المستقبلة للإحساس بالضوء إحدى صبغات الريبوفلافين الذي يقترب طيف امتصاصه من الطيف الخاص بالبيتا كاروتين.
ولقد أثبتت التجارب أن هناك حداً من شدة الإضاءة لكي يستجيب النبات للانتحاء الضوئي فبمجرد تعرض النبات للقيمة الدنيا من شدة الإضاءة لبادرات الشوفان فأنها تنتحى ناحية مصدر الضوء وتكون درجة الانحناء متناسبة مع مقدار الإضاءة وذلك في حدود مجال ضيق من شدة الإضاءة، غير أنه إذا زادت كمية الضوء عن ذلك فإن هذه العلاقة تتغير فتقل درجة الانحناء إلى أن يحدث انحناء سالب، وإذا زادت شدة الإضاءة أكثر تبدأ موجة أخرى من الانحناء.

## الانتحاء الأرضي
الانتحاء الأرضي هو نمو الجذور الابتدائية باتجاه مركز الأرض.
يمكن مشاهدة سلوك الجذور بسهولة أكبر في البذور النابتة، وتفشل الجذور في الانتحاء إذا ثبتت البذور على حافة عجلة تدور في مستوى أفقي لإلغاء قوة الجاذبية الأرضية. يسمى اتجاه الجذور إلى مركز الأرض بالانتحاء الموجب (بالإنجليزية: Positive Geotropism)، وإذا كان عكس ذلك سمي الانتحاء الأرضي السلبي (بالإنجليزية: Negative Geotropism)، أما إذا كان نمو الجذور مائلاً دون تعامد ها على الجاذبية فتعرف بالانتحاء الأرضي المائل (بالإنجليزية: Plagiogeotropism)، كما في الجذور الثانوية أما إذا كانت نامية أفقيا عرفت بالانتحاء الأفقي.

## انتحاء المَسّ
انتحاء المَسّ (Thigmotropism) هو حركة انحنائية ناجمة عن تلامس العضو النباتي بجسم صلب، كما في التفاف أفرع نبات البازلاء حول الدعامة عند ملامستها لها. يُعزى ذلك إلى توزيع غير متساوٍ للأوكسينات يؤدي إلى استطالة الخلايا البعيدة عن منطقة التلامس أكثر من الخلايا القريبة.

## انتحاء الماء
انتحاء الماء (Hydrotropism) هو نمو جذور النبات نحو المناطق ذات الرطوبة الأعلى في التربة. يؤثر توزيع الأوكسينات وحساسية الخلايا الجذرية للمرطبات على معدلات الانقسام والاستطالة الخلوية، مما يدفع الجذر للانحناء نحو مصدر الماء.